# Souvenirs... Attention... Danger !
Albums de Serge Lama
Lama chante Brel
(1979) Palais des congrès 81 - Avec simplicité
(1981)
Souvenirs... Attention... Danger ! est un album studio de Serge Lama sorti en 1980 chez Philips.

## Titres
L'ensemble des textes est de Serge Lama.
| 1.  | Le dimanche en famille             | Alice Dona                    | 4:10 |
| 2.  | Le lit d'Isabelle                  | Tony Stefanidis               | 2:45 |
| 3.  | Ballerine                          | Yves Gilbert                  | 2:50 |
| 4.  | Un tempo d'autorail                | Claude Perraudin              | 3:00 |
| 5.  | Stéphanie au violon                | Yves Gilbert                  | 3:45 |
| 6.  | Je m'sens tout petit               | Alice Dona                    | 2:45 |
| 7.  | Souvenirs... Attention... Danger ! | Tony Stefanidis               | 5:00 |
| 8.  | Mon dada c'est la danseuse         | Jean-Claude Petit, Serge Lama | 2:50 |
| 9.  | Une vie basse calories             | Jean-Claude Petit             | 4:00 |
| 10. | La vieille et le brocanteur        | Yves Gilbert                  | 2:55 |
| 11. | Othello                            | Jean-Claude Petit, Serge Lama | 3:15 |